# サンランドパーク

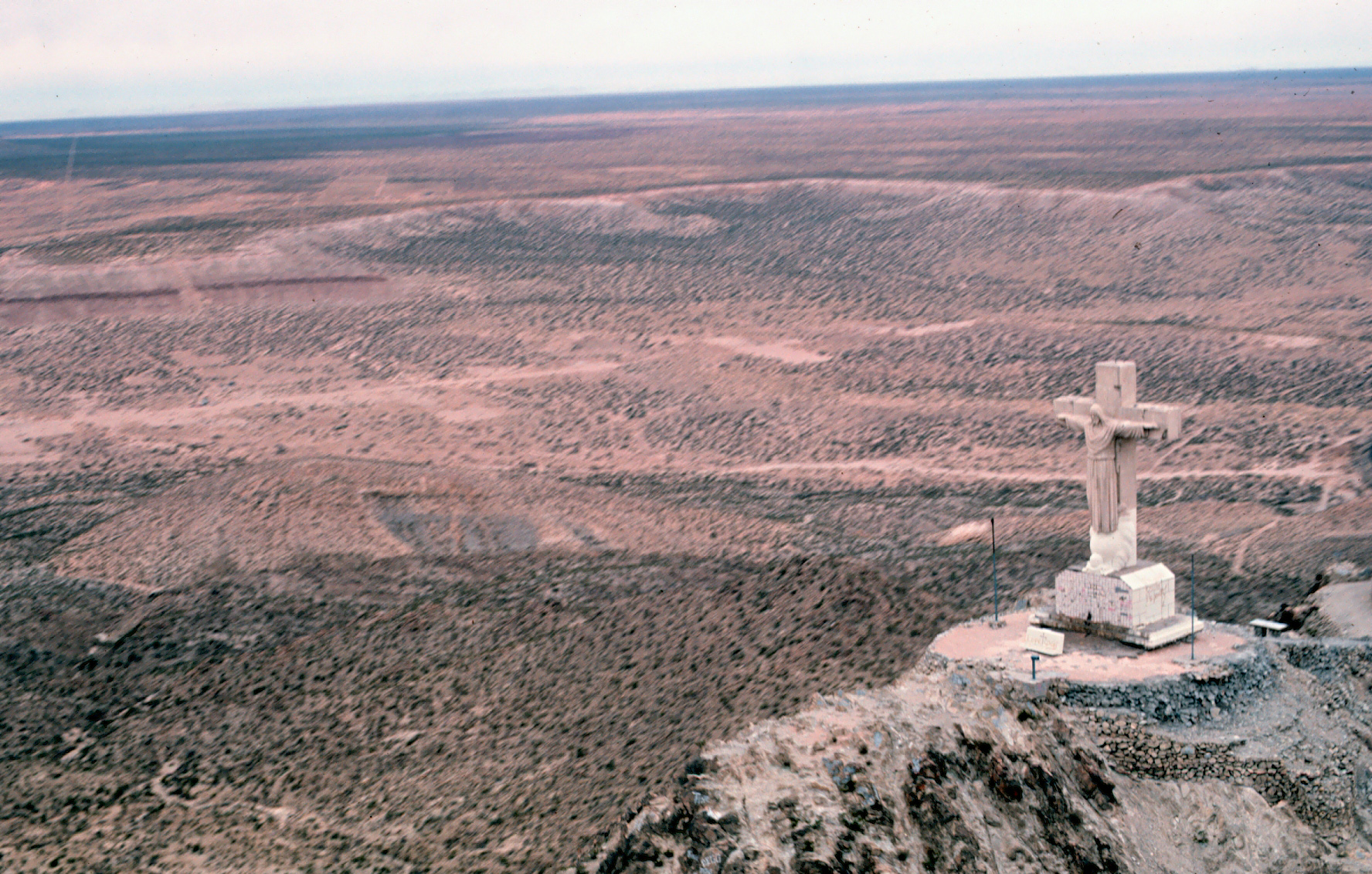
クリストレイ山にあるキリスト像

サンランドパーク（Sunland Park）は、アメリカ合衆国ニューメキシコ州のドニャアナ郡にある都市。人口は1万6702人（2020年）。南の州境を越えたところのテキサス州エルパソと隣接しているが、統計上は70キロメートル北の郡庁所在地ラスクルーセス都市圏に含まれる。
この自治体はリオグランデ川に接したクリストレイ山（Mount Cristo Rey）のふもとにあり、サンランドパーク競馬場&カジノ（Sunland Park Racetrack & Casino）にちなんで名付けられた。かつてこの場所は、ニューメキシコ州アナプラと呼ばれた。

## 地理
サンランド・パーク は北緯31度48分24秒 西経106度34分48秒 / 北緯31.80667度 西経106.58000度 (31.806719, -106.579985)に位置している。アメリカ合衆国国勢調査によると、都市の総面積は28.0 km² (10.8 mi²)で、陸地面積は27.4 km² (10.6 mi²)、水面積は全体の2.31%の0.6 km² (0.2 mi²)である。

## 人口動勢
以下は2000年の国勢調査における人口統計データである。
- 人口: 13,309人
- 世帯数: 3,355世帯
- 家族数: 2,969家族
- 人口密度: 486.6/km² (1,260.6/mi²)
- 住居数: 3,617軒
- 住居密度: 132.2/km² (342.6/mi²）

人種別人口構成
- 白人: 69.80%
- アフリカン・アメリカン: 0.53%
- ネイティブ・アメリカン: 0.81%
- アジア人: 0.07%
- 太平洋諸島系: 0.01%
- その他の人種: 26.02%
- 混血: 2.76%
- ヒスパニック・ラテン系: 96.44%

世帯と家族（対世帯数）
- 世帯数: 3,355

世帯と家族（対世帯数）
- 18歳未満の子供がいる: 55.1%
- 結婚・同居している夫婦: 63.0%
- 未婚・離婚・死別女性が世帯主: 20.8%
- 非家族世帯: 11.5%
- 単身世帯: 9.9%
- 65歳以上の老人1人暮らし: 3.9%
- 平均構成人数
  - 世帯: 3.95人
  - 家族: 4.24人

- 18歳未満: 37.5%
- 18-24歳: 11.9%
- 25-44歳: 26.5%
- 45-64歳: 16.6%
- 65歳以上: 7.5%
- 年齢の中央値: 25歳
- 性比（女性100人あたりの男性の人口）
  - 総人口: 93.5人
  - 18歳以上: 88.4

収入と家計
- 収入の中央値
  - 世帯: 20,164米ドル
  - 家族: 21,255米ドル
  - 性別
    - 男性: 17,838米ドル
    - 女性: 15,129米ドル
- 人口1人あたり収入: 6,576米ドル
- 貧困線以下
  - 対家族数: 36.3%
  - 対人口: 39.0%
  - 18歳未満: 46.2%
  - 65歳以上: 34.6%